# Micrathena
Micrathena là một chi nhện trong họ Araneidae.

## Hình ảnh

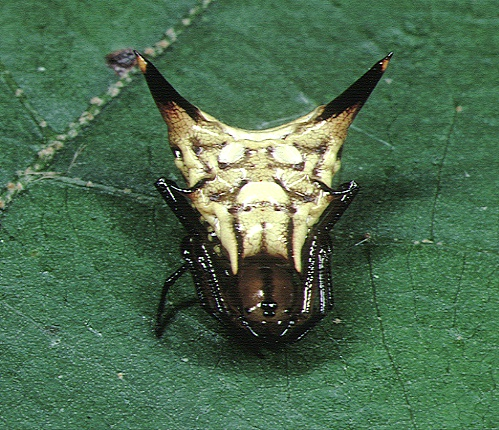
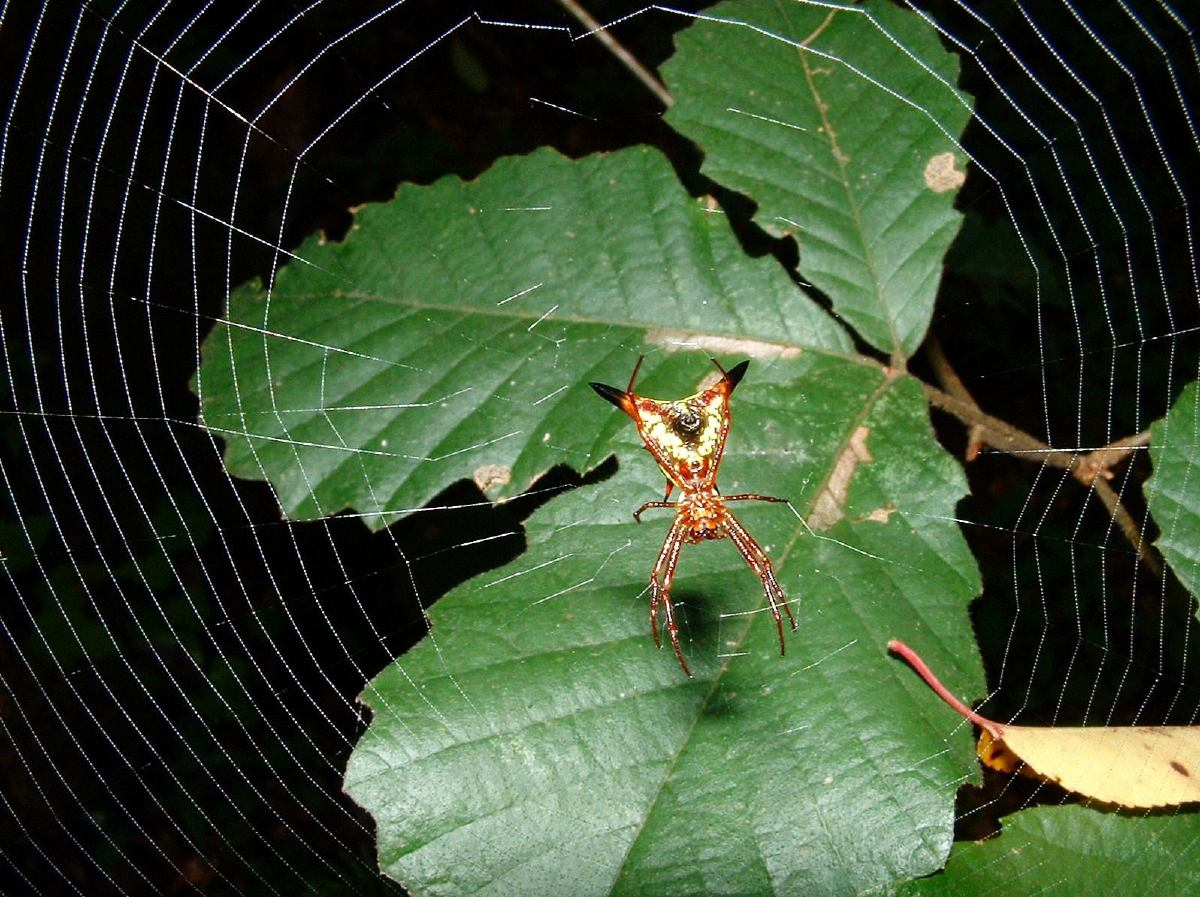
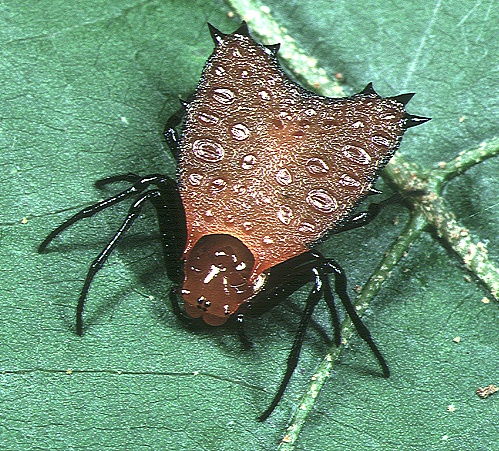